# Piece of Time
Piece of Time — дебютный студийный альбом американской техникал-дэт-метал-группы Atheist, выпущенный в Северной Америке в феврале 1990 года на лейбле Metal Blade Records и в 1989 году в Европе на лейбле Active Records. Альбом считается одним из важнейших в дэт-метале и сыгравшим ключевое влияние на развитие техничных жанров экстремального метала.

## Запись альбома
В 1988 году флоридская группа R.A.V.A.G.E переименовывается в Atheist и начинает поиск лейбла для записи дебютного альбома. Кроме переработанных треков с демо «Beyond» и «On They Slay», группа сочинила и кардинально новый материал. Группа уже тогда прославилась уникальным стилем, выделявшимся сложностью материала и техническим мастерством музыкантов, которые не имели равных среди коллег по сцене. Келли Шейфер вспоминал, что основным источником вдохновения служили группы по типу Led Zeppelin и Rush и фьюжн. Музыканты отмечали, что их основной целью было добиться максимально утончённого и сложного звучания группы, при этом укладываясь в 3-4 минуты на каждую песню и сохраняя скорость и энергию, характерную для метала. Альбом был записан на флоридской студии Morrisound Recording. Продюсировал альбом впоследствии прославленный дэт-метал-продюсер Скотт Бёрнс. Обложка была нарисована Эдом Репкой.
Вследствие уникального и прогрессивного звучания, путь группы был тернист как на сцене, так и в процессе выхода альбома в свет: записанный в концу 1988 года альбом должен был выйти на Mean Machine Records, но вскоре лейбл закрылся. Лейбл был подразделением поп-лейбла Three Cherries, и сделка с Atheist и Sepultura была экспериментом исполнительного продюсера лейбла Боривоя Кргина, в случае успеха которого лейбл собирался основать метал-ориентированное ответвление лейбла Godly Records. Но вскоре сделка с Sepultura сорвалась, планы по выходу на метал-рынок были свёрнуты, а лицензия на готовый альбом Atheist была продана. Келли Шейфер впоследствии вспоминал, что помогал бразильцам писать английские тексты для Beneath the Remains и написал целиком текст к песне «Stronger than Hate». Альбом вышел лишь в середине 1989 года и только в Европе после того, как лицензию приобрёл небольшой британский лейбл Active Records. В родных для Atheist Штатах же альбом и вовсе не выходил до начала 1990 года, когда за дистрибуцию альбома в Северной Америке взялись Metal Blade Records (к тому времени группа уже полностью написала материал для второго альбома и исполняла его вживую). Вскоре после выхода альбома в США у группы были переговоры с мажорным лейблом Roadrunner Records, успехом не увенчавшиеся.
Тем не менее, альбом добился оглушительного относительно своего жанра успеха, разошедшись тиражом 15 тысяч копий за первые 2 недели в Европе. Группа впоследствии отмечала, что не получила ни копейки с этих продаж. Группа стремительно набирала популярность благодаря уникальному звучанию и сложности материала и провела множество успешных шоу в 1990 году, включая выступление на открытии дебютного концерта пионеров грайндкора Napalm Death в США. На шоу Tampa Bay Metal Awards 1 сентября 1990 года они выступали уже как хедлайнеры.
В феврале 1991 года, перед самым началом записи последующего альбома Unquestionable Presence, басист Роджер Паттерсон трагически погиб в автомобильной аварии. Он, тем не менее, успел написать все партии бас-гитары для альбома. В студии их исполнил Тони Чой.

## Отзывы критиков
Альбом получил положительные отзывы от музыкальных критиков. Эдуардо Ривадавия из AllMusic пишет, что альбом оказал огромное влияние на дэт-металлическую сцену и раздвинул границы жанра, а также назвал альбом «выдающимся достижением для своего времени». В своей рецензии Antichrist Magazine особенно отмечает уникальный стиль вокала Шейфера и смешение трэш-металлических скоростных участков, дэт-металлической агрессии и композиционного безумства фьюжн-джаза. В рецензии для metal.de Йоханнес Вернер назвал альбом «культовым» и одним из самых классических альбомов в сочетании прогрессивного и экстремального метала. Критики особенно отмечали виртуозность безвременно ушедшего басиста Роджера Паттерсона и барабанщика Стива Флинна.
Piece of Time занял 402 место в книге Rock Hard «500 величайших рок- и метал-альбомов за всё время». На сайте Metal Storm альбом занял 17 место в списке «20 лучших альбомов 1989 года».

## Переиздания
В 2005 году Relapse Records выпустило юбилейное переиздание альбома, приуроченное к 15-летию альбома. 
В 2019 году альбом был переиздан на виниле лейблом Season of Mist.

## Список композиций
| №                   | Название            | Длительность |
| ------------------- | ------------------- | ------------ |
| 1.                  | «Piece of Time»     | 4:30         |
| 2.                  | «Unholy War»        | 2:19         |
| 3.                  | «Room with a View»  | 4:06         |
| 4.                  | «On They Slay»      | 3:39         |
| 5.                  | «Beyond»            | 3:00         |
| 6.                  | «I Deny»            | 4:01         |
| 7.                  | «Why Bother?»       | 2:55         |
| 8.                  | «Life»              | 3:09         |
| 9.                  | «No Truth»          | 4:30         |
| Общая длительность: | Общая длительность: | 32:10        |

### Переиздание 2002 года
| №                   | Название                                       | Длительность |
| ------------------- | ---------------------------------------------- | ------------ |
| 1.                  | «Piece of Time»                                | 4:30         |
| 2.                  | «Unholy War»                                   | 2:19         |
| 3.                  | «Room with a View»                             | 4:06         |
| 4.                  | «On They Slay»                                 | 3:39         |
| 5.                  | «Beyond»                                       | 3:00         |
| 6.                  | «I Deny»                                       | 4:01         |
| 7.                  | «Why Bother?»                                  | 2:55         |
| 8.                  | «Life»                                         | 3:09         |
| 9.                  | «No Truth»                                     | 4:30         |
| 10.                 | «Undefiled Wisdom (On We Slay демо)»           | 4:30         |
| 11.                 | «Brain Damage (On We Slay демо)»               | 4:50         |
| 12.                 | «On They Slay (On We Slay демо)»               | 4:06         |
| 13.                 | «Hell Hath No Mercy (Hell Hath No Mercy демо)» | 2:59         |
| 14.                 | «Choose Your Death (Hell Hath No Mercy демо)»  | 3:18         |
| 15.                 | «No Truth (Hell Hath No Mercy демо)»           | 4:11         |
| Общая длительность: | Общая длительность:                            | 56:05        |

### Переиздание 2005 года
| №                   | Название                                       | Длительность |
| ------------------- | ---------------------------------------------- | ------------ |
| 1.                  | «Piece of Time»                                | 4:30         |
| 2.                  | «Unholy War»                                   | 2:19         |
| 3.                  | «Room with a View»                             | 4:06         |
| 4.                  | «On They Slay»                                 | 3:39         |
| 5.                  | «Beyond»                                       | 3:00         |
| 6.                  | «I Deny»                                       | 4:01         |
| 7.                  | «Why Bother?»                                  | 2:55         |
| 8.                  | «Life»                                         | 3:09         |
| 9.                  | «No Truth»                                     | 4:30         |
| 10.                 | «No Truth (Beyond демо)»                       | 3:42         |
| 11.                 | «On They Slay (Beyond демо)»                   | 3:34         |
| 12.                 | «Choose Your Death (Beyond демо)»              | 3:04         |
| 13.                 | «Brain Damage (Beyond демо)»                   | 4:10         |
| 14.                 | «Beyond (Beyond демо)»                         | 2:53         |
| 15.                 | «Hell Hath No Mercy (Hell Hath No Mercy демо)» | 2:59         |
| 16.                 | «On They Slay (On We Slay демо)»               | 4:06         |
| 17.                 | «Brain Damage (On We Slay демо)»               | 4:50         |
| 18.                 | «Undefiled Wisdom (On We Slay демо)»           | 4:30         |
| Общая длительность: | Общая длительность:                            | 67:44        |

## Участники записи

### Atheist
- Келли Шейфер — вокал, гитара
- Рэнд Бёрки — гитара
- Роджер Паттерсон — бас-гитара
- Стив Флинн — ударные

### Технический персонал
- Скотт Бёрнс — продюсирование
- Боривой Кргин — исполнительный продюсер
- Скотт Бёрнс — инженер
- Майк Фуллер — мастеринг
- Эд Репка — обложка альбома

Записано на студии Morrisound Recording. Мастеринг в Fuller Sound.